# Charlotte de Laval
Charlotte de Laval (Bretagna, 1530 – Orléans, 3 marzo 1568) è stata una nobildonna francese appartenente a una delle famiglie più illustri della Bretagna. Charlotte fu la prima moglie di Gaspard de Châtillon, Ammiraglio di Francia e leader degli Ugonotti durante le Guerre di religione francesi, ella fu la madre di Louise de Coligny, quarta moglie di Guglielmo I d'Orange cosa che la pone fra gli ascendenti della famiglia reale britannica.

## La vita
Charlotte de Laval nacque in Bretagna nel 1530 da Guy XVI, conte di Laval, capo di una delle famiglie più in vista della regione, e Antoinette d'Aillon. Attraverso il padre Charlotte era imparentata con la famiglia reale, sua trisnonna era infatti Jeanne di Valois che era a sua volta figlia di Isabella di Baviera e Carlo VI di Francia. Sempre per parte di padre era pronipote di Jeanne de Laval che era divenuta la seconda moglie di Renato d'Angiò e quindi matrigna della regina d'Inghilterra Margherita d'Angiò. Sorellastra di Charlotte era Anna di Laval nata dal primo matrimonio del padre con Carlotta d'Aragona, mentre dal secondo matrimonio del padre con Anne de Montmorency era nato un fratellastro, Guy XVI, conte di Laval. Suo padre, che aveva detenuto parecchi incarichi militari e governativi morì il 20 maggio 1531, mentre sua madre morì il 19 aprile 1538 lasciandola orfana a soli otto anni d'età.
Il 15 ottobre 1547 a Fontainebleau Charlotte sposò Gaspard de Châtillon che diventerà poi Ammiraglio di Francia nel 1552 succedendo a Claude d'Annebault morto in quell'anno, insieme i due ebbero tre figli:
- Louise de Coligny che sposò in prime nozze, nel 1571, Charles de Téligny, rimasta vedova a seguito del massacro della Notte di san Bartolomeo si risposò nel 1583 con Guglielmo I d'Orange da cui ebbe un figlio Federico Enrico d'Orange
- François de Châtillon
- Charles de Coligny, Marchese d'Andolet (1564-1632)

Nel 1557 Gaspard venne preso prigioniero a seguito della Battaglia di San Quintino e venne liberato solo due anni dopo, si ritiene che sia stato durante la sua prigionia presso la fortezza di L'Ecluse che egli abbia potuto leggere le opere di Giovanni Calvino diventando, al suo rilascio, un fervente ugonotto.
Charlotte morì ad Orléans il 3 marzo 1568, qualche anno dopo Gaspard si risposò con Jacqueline de Montbel da cui ebbe una figlia nata postuma il 21 dicembre 1572 e battezzata come Beatrix. Qualche mese prima Gaspard era stato infatti assassinato da dei sicari pagati da Enrico di Guisa che, si crede, abbia agito su ordine della regina madre Caterina de' Medici. Subito dopo la sua morte ebbe luogo il massacro di San Bartolomeo.
Attraverso la figlia Louise Charlotte è l'ascendente di diversi monarchi come Guglielmo III d'Inghilterra, l'attuale famiglia reale inglese discende da lei e Federico II di Prussia.

## Ascendenza
|                                                       |                                     |                                      | Genitori                                     |  |  | Nonni |  |  | Bisnonni                |  |  | Trisnonni                |  |
|                                                       |                                     |                                      |                                              |  |  |       |  |  | Guy XIV, conte de Laval |  |  | Guy XIII, conte de Laval |  |
|                                                       |                                     |                                      |                                              |  |  |       |  |  | Guy XIV, conte de Laval |  |  | Guy XIII, conte de Laval |  |
|                                                       |                                     | Anne, signora de Laval               |                                              |  |  |       |  |  | Guy XIV, conte de Laval |  |  |                          |  |
| Jean de Laval, signore de La Roche-Bernard e Bellisse |                                     |                                      |                                              |  |  |       |  |  | Guy XIV, conte de Laval |  |  |                          |  |
|                                                       |                                     | Isabelle de Bretagne                 | Jean VI, duca di Bretagna                    |  |  |       |  |  |                         |  |  |                          |  |
|                                                       |                                     | Isabelle de Bretagne                 | Jean VI, duca di Bretagna                    |  |  |       |  |  |                         |  |  |                          |  |
|                                                       |                                     | Isabelle de Bretagne                 | Jeanne de France                             |  |  |       |  |  |                         |  |  |                          |  |
| Guy XVI, conte de Laval                               |                                     | Isabelle de Bretagne                 |                                              |  |  |       |  |  |                         |  |  |                          |  |
|                                                       |                                     | Tristan du Perrier, conte de Quintin | Godefroi III du Perrier, conte de Quintin    |  |  |       |  |  |                         |  |  |                          |  |
|                                                       |                                     | Tristan du Perrier, conte de Quintin | Godefroi III du Perrier, conte de Quintin    |  |  |       |  |  |                         |  |  |                          |  |
|                                                       |                                     | Tristan du Perrier, conte de Quintin | Isabelle de La Motte, signora de Bossac      |  |  |       |  |  |                         |  |  |                          |  |
| Jeanne du Perrier, contessa de Quintin                |                                     | Tristan du Perrier, conte de Quintin |                                              |  |  |       |  |  |                         |  |  |                          |  |
|                                                       |                                     | Isabelle de Montauban                | Guillaume, signore de Montauban              |  |  |       |  |  |                         |  |  |                          |  |
|                                                       |                                     | Isabelle de Montauban                | Guillaume, signore de Montauban              |  |  |       |  |  |                         |  |  |                          |  |
|                                                       |                                     | Isabelle de Montauban                | Bona Visconti                                |  |  |       |  |  |                         |  |  |                          |  |
| Charlotte de Laval                                    |                                     | Isabelle de Montauban                |                                              |  |  |       |  |  |                         |  |  |                          |  |
|                                                       | Jean II de Daillon, signore de Lude | Gilles de Daillon, signore de Lude   |                                              |  |  |       |  |  |                         |  |  |                          |  |
|                                                       | Jean II de Daillon, signore de Lude | Gilles de Daillon, signore de Lude   |                                              |  |  |       |  |  |                         |  |  |                          |  |
|                                                       | Jean II de Daillon, signore de Lude | Jeanne l'Espine                      |                                              |  |  |       |  |  |                         |  |  |                          |  |
| Jacques de Daillon, signore de Lude                   | Jean II de Daillon, signore de Lude |                                      |                                              |  |  |       |  |  |                         |  |  |                          |  |
|                                                       |                                     | Marie de Laval                       | Guy II de Laval, signore de Loué             |  |  |       |  |  |                         |  |  |                          |  |
|                                                       |                                     | Marie de Laval                       | Guy II de Laval, signore de Loué             |  |  |       |  |  |                         |  |  |                          |  |
|                                                       |                                     | Marie de Laval                       | Charlotte de Sainte-Maure, signora de Faigne |  |  |       |  |  |                         |  |  |                          |  |
| Antoinette de Daillon                                 |                                     | Marie de Laval                       |                                              |  |  |       |  |  |                         |  |  |                          |  |
|                                                       |                                     | Jean de Vendôme, signore d'Illiers   | Florent, signore d'Illiers                   |  |  |       |  |  |                         |  |  |                          |  |
|                                                       |                                     | Jean de Vendôme, signore d'Illiers   | Florent, signore d'Illiers                   |  |  |       |  |  |                         |  |  |                          |  |
|                                                       |                                     | Jean de Vendôme, signore d'Illiers   | Jeanne de Coustes                            |  |  |       |  |  |                         |  |  |                          |  |
| Madeleine Jeanne de Vendôme, signora d'Illiers        |                                     | Jean de Vendôme, signore d'Illiers   |                                              |  |  |       |  |  |                         |  |  |                          |  |
|                                                       |                                     | Marguerite de Chourses               | Guy de Chourses, signore de Malicorne        |  |  |       |  |  |                         |  |  |                          |  |
|                                                       |                                     | Marguerite de Chourses               | Guy de Chourses, signore de Malicorne        |  |  |       |  |  |                         |  |  |                          |  |
|                                                       |                                     | Marguerite de Chourses               | Andree de Vareze, signora de Magne           |  |  |       |  |  |                         |  |  |                          |  |
|                                                       |                                     | Marguerite de Chourses               |                                              |  |  |       |  |  |                         |  |  |                          |  |